# Lakselven
Lakselven (norsk: Lakselva, nordsamisk: Leavdnjajohka, kvensk: Lemmijoki) er en flod  i Porsanger kommune i Troms og Finnmark fylke i Norge. Den begynder i områderne nord for Karasjok og munder ud i Porsangerfjorden nord for kommunecenteret Lakselv. Floden  er 103,1 km lang, og har et afvandingsareal på 1.539,04 km² . Middelvandføringen ved udmundingen er 26,93 m³/s.